# 金子俊男
金子 俊男 （かねこ としお、1929年 - 2006年4月29日）は、日本の新聞記者。樺太豊原市出身。
北海タイムス社に勤務し社会部長や編集委員を歴任した。
退職後の1972年、真岡郵便電信局事件など樺太における終戦史をまとめた『樺太一九四五年夏』を講談社より出版した。
2006年4月29日、直腸ガンのため死去。

## 著書
- 『樺太一九四五年夏―樺太終戦記録』講談社、1972年。ASIN B000J9H2IK。
  - 『樺太一九四五年夏―樺太終戦記録』筑摩書房〈ちくま学芸文庫〉、2023年7月。ISBN 9784480511928